# Barbra Joan Streisand
Barbra Joan Streisand – trzynasty studyjny album amerykańskiej piosenkarki Barbry Streisand, wydany w 1971. Płyta dotarła do miejsca 11. w USA i uzyskała tam status złotej.

## Lista utworów
Strona A
| 1. | „Beautiful”                                     | 2:15  |
|    |                                                 |       |
| 2. | „Love”                                          | 3:06  |
|    |                                                 |       |
| 3. | „Where You Lead”                                | 2:58  |
|    |                                                 |       |
| 4. | „I Never Meant to Hurt You”                     | 3:51  |
|    |                                                 |       |
| 5. | „One Less Bell to Answer/A House Is Not a Home” | 6:33  |
|    |                                                 |       |
|    |                                                 | 18:43 |
|    |                                                 |       |
Strona B
| 1. | „Space Captain”        | 3:22  |
|    |                        |       |
| 2. | „Since I Fell for You” | 3:27  |
|    |                        |       |
| 3. | „Mother”               | 4:40  |
|    |                        |       |
| 4. | „The Summer Knows”     | 3:43  |
|    |                        |       |
| 5. | „I Mean to Shine”      | 2:55  |
|    |                        |       |
| 6. | „You’ve Got a Friend”  | 4:54  |
|    |                        |       |
|    |                        | 23:01 |
|    |                        |       |

## Notowania
| Kraj                              | Pozycja |
| --------------------------------- | ------- |
| Kanada                            | 21      |
| Stany Zjednoczone (Billboard 200) | 11      |

## Certyfikaty
| Kraj                     | Certyfikat  |
| ------------------------ | ----------- |
| Stany Zjednoczone (RIAA) | złota płyta |